# Японська антарктична дослідницька експедиція
Япо́нська антаркти́чна дослідницька експеди́ція (яп. 南極地域観測隊, Нанкьоку тіікі кансоку-тай) (англ. Japanese Antarctic Research Expedition, JARE) — японська дослідницька група, яка регулярно вирушає в Антарктиду для вивчення особливостей місцевої екосистеми, клімату, небесних явищ, геологічних характеристик тощо.

## Загальна інформація
Дослідницька антарктична група використовує криголам, що належить морським силам самооборони Японії, який, як правило, залишає країну (Токійський порт) 14 листопада. В кінці листопада група прилітає на літаку до Австралії, пересідає на корабель і вирушає до антарктичної станції Сьова. Прибуття до берега острова Іст-Онгуль зазвичай відбувається в кінці грудня — на початку січня. Станція Сьова використовується як основний опорний пункт для подальших досліджень. Першого лютого новоприбула група змінює зимівельну дослідницьку групу попереднього року. Літня команда, яка не збирається залишатися на зимівлю, повертається до Японії з зимівельною дослідницькою групою попереднього року. Після прибуття криголама здійснюється планове розвантаження необхідних для однорічної зимівлі припасів, обладнання, палива тощо. І подальше їх транспортування до антарктичної бази. Таким чином, поповнення запасів на базі Сьова відбувається один раз на рік під час перезміни дослідних груп. Зимівельна команда минулого року перед тим, як вирушити до Японії, також вантажить на корабель усі відходи і сміття, що накопичилося на базі протягом минулого року, для подальшої утилізації. З тією ж метою демонтують поламані снігоходи на деталі і вантажать їх на корабель. Постійне населення бази Сьова становить приблизно 60 чоловік, хоча може змінюватися з року в рік. Зимівельна дослідницька група складає трохи більше половини населення станції, як правило, близько 40 осіб.
Повернення корабля антарктичної місії припадає зазвичай на середину квітня. Члени дослідницької групи сходять з корабля в Австралії, а потім добираються на літаку до Японії. Вихід і повернення криголама в порт дуже часто транслюється в ЗМІ. Оскільки в південній півкулі січень припадає на літо, то умови для навігації сприятливі. Саме тому перезмінка дослідних антарктичних груп здійснюється в цей проміжок часу практично без змін, починаючи з найпершої відправленої антарктичної експедиції.

## Умови прийому
Більшу частину членів експедиції складають перш за все працівники та дослідники з Національного інституту полярних досліджень Японії. Також в рамках програм відрядження взяти участь в експедиції можуть державні службовці та працівники комерційних організацій.
Перша жінка взяла участь у програмі експедиції 1987 року в складі річної команди під час роботи 29-ї дослідницької групи. Вперше 1997 року двоє жінок було прийнято до складу зимівельної групи під час роботи 39-ї дослідної групи. Найбільшу кількість учасників експедиції жіночої статі (7 осіб) зареєстровано 2006 року в складі 48-ї дослідної групи. Варто також відзначити, що, оскільки медичне обслуговування бази Сьова не передбачає ведення вагітності та прийняття пологів, то вагітні не можуть брати участі в антарктичній програмі. Саме тому перед тим, як криголам вирушає назад в Японію, учасники програми жіночої статі повинні пройти тест на вагітність. У разі позитивного результату вони зобов'язані сісти на корабель і достроково вийти зі складу експедиції.

## Зимівельна антарктична група
Зимівельна антарктична група — це команда полярників у складі загальної дослідницької групи, яка проводить наукові спостереження протягом повного року. Вся експедиція чітко ділиться на так звані «зимову» і «літню» команди, члени яких ніколи не змішуються і не замінюють один одного. Зазвичай командир зимівельної команди за сумісництвом виконує обов'язки заступника начальника всієї дослідницької групи.
«Зимова» команда протягом року проводить дослідження, проживаючи на базі Сьова і на літній спостережній базі «Купол Фудзі» (яп. ドームふじ).
Також, як попереднє випробування, кандидати на участь в експедиції у складі зимівельної команди повинні пройти комплекс тренувань на горі Норікура в березні і на високогір'ї Сугадайра в липні.

## Умови життя
На початку облаштування антарктичної бази умови життя учасників експедицій залишалися важкими, проте на даний момент вони практично не відрізняються від японських стандартів проживання. Хоча залишається низка нетипових для Японії особливостей: на одного учасника експедиції припадає норма житлової площі, що дорівнює 13 м² (4 татамі в японській традиційній системі рахунку) в окремій кімнаті; душові та туалет — загального користування. Для підвищення зручності проживання в підлогу встановлена система обігріву. Телефонна апаратура загального користування розташовується в контрольному центрі зв'язку. Оплата за її використання покривається індивідуально кожним учасником експедиції. Також є бар, в якому позмінно повинні працювати всі учасники групи. Забезпечення бази готовою їжею відбувається під контролем учасників команди, що мають чинний дозвіл на приготування їжі в громадських місцях; ці учасники також виконують дані обов'язки на позмінній основі. Незважаючи на те, що завдяки прогресу в технологіях охолодження продуктів було вирішено проблему недостатньої продовольчої різноманітності на антарктичній базі, досі забезпечення учасників експедиції достатньою кількістю свіжих овочів і фруктів у другій половині року залишається проблематичним.
Звичайним явищем повсякденного життя учасників антарктичних місій залишається ситуація, за якої вони самостійно вирішують усі побутові питання. Також кожен полярник, як правило, має низку обов'язків, пов'язаних із забезпеченням повсякденного комфорту проживання на базі.
Однак, як виняток, під час роботи 9-ї і 15-ї дослідних груп функції кухаря на антарктичній базі виконував Косакаі Хідео (яп. 小堺秀男 основний рід занять — кухар-сушист) — батько відомого японського коміка Косакаї Кадзукі (яп. 小堺一機), який на той момент був учнем молодших класів. Завдяки своєму легкому і життєрадісного характеру Хідео вдалося досить легко пристосуватися до ритму життя на антарктичній базі і влитися в колектив.
Через те, що в Антарктиді відсутні збудники ГРВІ, учасники експедиції не можуть підхопити застуду навіть при найнижчих температурах. Однак, щоб виключити можливість потрапляння патогенних бактерій і вірусних збудників на базу ззовні, учасники експедиції перед відправленням на базу проходять в Японії комплексне медичне обстеження і профілактичне лікування аж до усунення карієсу, лікування грибка стопи тощо.
Також як захід захисту від низьких температур багато учасників антарктичної експедиції відрощують бороду. Багато також заздалегідь повністю збривають волосся на голові, щоб воно не заважало під час роботи на станції аж до самого відправлення додому.

## Історія
- 1955 року під час Міжнародного геофізичного року (МГГ) Японія висловила намір брати участь у полярних дослідженнях, проте наштовхнулася на негативну реакцію з боку урядів деяких держав — членів антарктичного комітету МГР внаслідок повоєнних антияпонських настроїв і була визнана країною, «що не відповідає відповідним вимогам». Японський уряд як контраргумент навів досягнення й успіхи відомого японського полярного мандрівника Сірасе Нобу і його команди, які доводять достатню компетентність і досвідченість Японії для участі в антарктичних дослідженнях. Однак було уточнено, що Японія не визнається країною, «що відповідає відповідним вимогам для повноцінного повернення в світову спільноту». Зрештою, завдяки підтримці СРСР і США японська сторона отримала дозвіл на участь у науковій програмі антарктичних досліджень МГР.
- У зв'язку з тим, що на момент проведення МГР Норвегія не володіла достатніми ресурсами для проведення повномасштабних антарктичних досліджень, вона поступилася Японії островом Іст-Онгулу, на який висловлювала раніше територіальні претензії. На острові було засновано японську антарктичну базу Сьова, яку спочатку планували ліквідувати по закінченні терміну МГР. Однак потім термін експлуатації бази було вирішено продовжити. На даний момент база Сьова продовжує функціонувати.
- Як перше дослідне судно для японської антарктичної експедиції був використаний криголам «Соя»[ru] (яп. 宗谷). Його експлуатація тривала з 1957 по 1962 рік. Надалі для експедицій використовувалися такі криголами: «Фудзі» (яп. ふじ, 1985—1983 рр.), «Сірасе» (яп. 初代しらせ, 1983—2008 рр.), «Сірасе» другого покоління (яп. しらせ・2代目, 2008 — наш час).
- 1956 року, завдяки командиру експедиції Нагаті Такесі[ru], було сформовано так званий Антарктичний дослідницький корпус (53 особи), який згодом було перейменовано на Першу японську антарктичну дослідницьку експедицію. На даний момент (2016 р.) діє 57-а за рахунком японська антарктична експедиція[3]. Зазвичай кожна експедиція складається приблизно з 60 осіб, 40 з яких складають так звану «зимову» команду.
- 1959 року було підписано договір про Антарктику 12 державами — початковими учасниками. Японія підписала договір 1961 року до моменту вступу його в силу.
- 1961 року 6-а експедиція перед поверненням до Японії законсервувала базу Сьова, оскільки від самого початку не було планів щодо зимівлі.
- З 1962 по 1964 рік Японія не посилала антарктичних експедицій.
- Починаючи з 1965 року, з початку роботи 7-ї експедиції, Японія без перерв щорічно відправляла наступні експедиції на базу Сьова з обов'язковою зимівлею.
- 1968 року керівник 9-ї японської антарктичної експедиції Мураяма Масаесі, що виконував також обов'язки керівника «зимової» команди дослідників, став першим японцем, який досяг південного полюса.
- З лютого 1986 до січня 2000 р японська антарктична експедиція брала участь у міжнародній дослідницькій програмі BIOTAS (англ. Biological Investigation of Terrestrial Antarctic Systems) з вивчення антарктичної екосистеми, флори, фауни тощо, проводячи наукові спостереження біля бази Сьова на територіях, вільних від льоду[4].
- 2007 року було випущено ювілейну монету номіналом 500 єн «На честь 50-річчя Японської антарктичної експедиції»[5].

## Таро і Дзіро

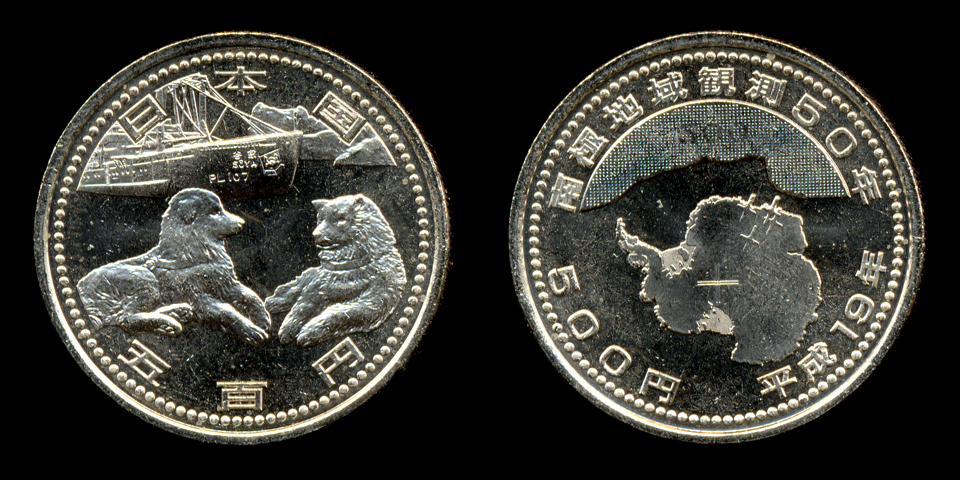
Таро і Дзіро на ювілейній монеті 500 єн, присвяченій 50-річчю Японської антарктичної дослідницької експедиції

У лютому 1958 року другій антарктичній експедиції довелося відмовитися від планів щодо висадки в Антарктиці на острові Іст-Онгулу через серйозне погіршення погодної обстановки. Початкова мета полягала в тому, щоб замінити групу людей (11 чоловік) з першої експедиції, яка перебувала в цей час на антарктичній базі Сьова. У міру того, як криголам «Соя» наближався до пункту призначення, погодні умови помітно погіршувалися, унеможлививши повноцінний доступ до бази. Тому командуванням корабля було прийнято рішення не замінювати групи, а просто евакуювати першу групу на криголам і повернутися до Японії. Оскільки на криголамі був рятувальний вертоліт, групу з 11 осіб успішно евакуювали з антарктичної бази, але їм довелося залишити на базі 15 собак, сахалінських лайок, оскільки вага людей і собак була занадто великою для вертольота. Собак прив'язали до ланцюга, щоб вони не розбіглися і дочекалися повернення вертольота для їх евакуації. На жаль, по поверненню на криголам стало ясно, що палива на другий рейс у вертольота не вистачить. У січні наступного 1959 року прибула третя антарктична експедиція виявила, що з 15 залишених на базі собак вижили тільки два пси — брати Таро і Дзіро. 13 собак загинули: п'ять не змогли зірватися з прив'язі; тіла восьми не знайдені. Собаки прожили 11 місяців (включно з зимою), полюючи на пінгвінів і тюленів; трупи загиблих собак не були з'їдені.
За японською традицією, з собак-героїв Таро і Дзіро після їх смерті були зроблені опудала і виставлені як музейні експонати: Таро — в університеті Хоккайдо, а Дзіро — в Токіо, в Національному науковому музеї в парку Уено, поруч з опудалом знаменитого Хатіко. Їхні зображення поміщені також на реверсі ювілейної монети 500 єн, випущеної до 50-річчя Японської антарктичної дослідницької експедиції.
Цей епізод був екранізований у фільмі «Антарктична історія» (яп. 南極物語 Нанкьоку мононатарі), що вийшов 1983 року, а також у телевізійному серіалі «Антарктида» (яп. 南極大陸 Нанкьоку Тайріку, 2011) і в американському фільмі «Білий полон» (2005).